# 亞納烏利亞山
11°34′48″S 76°18′07″W / 11.58000°S 76.30194°W
亞納烏利亞山（Yana Ulla），是秘魯的山峰，位於該國中部胡寧大區和利馬大區，由馬爾卡波馬科查區和卡蘭波馬區負責管轄，屬於安地斯山脈的一部分，海拔高度5,100米。